# IC 5091
IC 5091 ist eine Spiralgalaxie vom Hubble-Typ Sc im Sternbild Pfau am Südsternhimmel. Sie ist schätzungsweise 762 Millionen Lichtjahre von der Milchstraße entfernt und hat einen Durchmesser von etwa 115.000 Lj.

Im selben Himmelsareal befindet sich u. a. die Galaxie IC 5093.
Das Objekt wurde am 28. September 1900 von DeLisle Stewart entdeckt.